# 奇跡の人

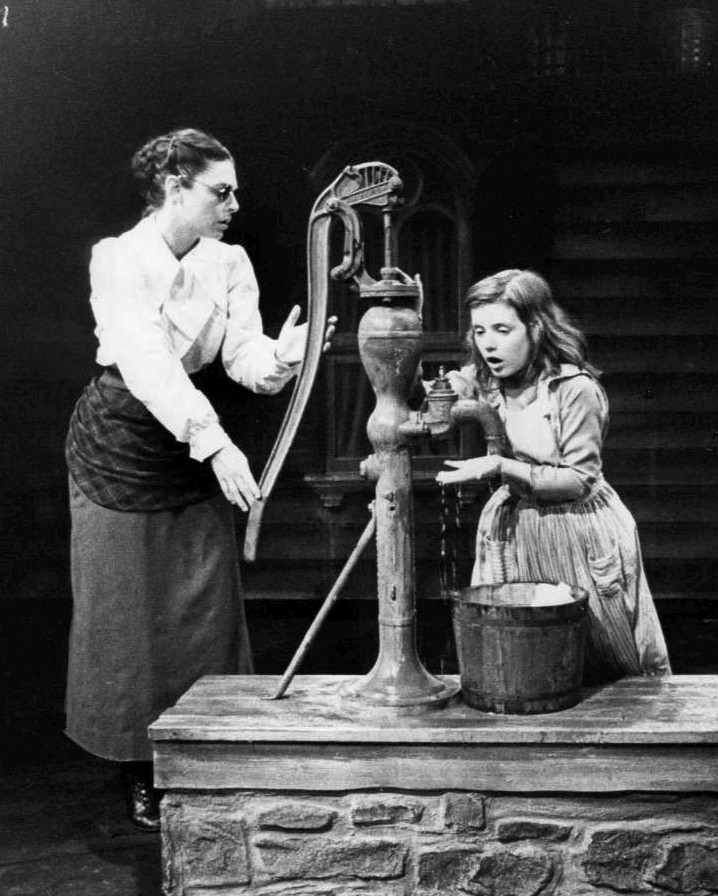
1960年の公演。アン・バンクロフト、パティ・デューク。

『奇跡の人』（きせきのひと、The Miracle Worker）は、ヘレン・ケラーの家庭教師を務めたアニー・サリバンを描いた、ウィリアム・ギブソン（同名のSF作家とは別人）による戯曲である。アン・バンクロフト（タイトル・ロールであるアニー・サリバン）とパティ・デューク（ヘレン・ケラー）が演じて1959年に初演された。
この『奇跡の人』はアン・サリヴァンの記録をもとに書かれたものであるが、有名な井戸水を手にかけて「ウォーター」という言葉を理解し発した、というエピソードはこの戯曲における創作である（実際にはサリバンの著作では、ケラーはこの時"water"と綴っている。ケラーが発声できるようになるのはもっと後のことである）。

## オリジナルのアメリカ舞台
- 1959年舞台
  - アニー・サリバン役（タイトルロール）：アン・バンクロフト
  - ヘレン・ケラー役：パティ・デューク
  - ケイト・ケラー役：パトリシア・ニール

## 映画
舞台で好評を博したため、3年後には同じキャストで映画化された。1980年にはヘレン・ケラー役のパティ・デュークが、アニー・ サリバン役でテレビ映画化されている。
- 1962年公開『奇跡の人』（「ヘレン・ケラー物語」）（モノクロ）日本公開は1963年10月。
  - アーサー・ペン監督
  - アニー・サリバン役：アン・バンクロフト：1962年アカデミー主演女優賞
  - ヘレン・ケラー役 : パティ・デューク：1962年アカデミー助演女優賞
- 1979年公開『奇跡の人（英語版）』（カラー、テレビ映画版）
  - プライムタイム・エミー賞 作品賞 (テレビ映画部門)受賞
  - ポール・アーロン（英語版）監督
  - アニー・サリバン役：パティ・デューク
  - ヘレン・ケラー役：メリッサ・ギルバート
- 2000年公開『奇跡の人 ヘレン・ケラー物語（英語版）』（カラー、テレビ映画版）
  - ナディア・タス監督
  - アニー・サリバン役：アリソン・エリオット
  - ヘレン・ケラー役：ハリー・ケイト・アイゼンバーグ（英語版）

## 日本での公演

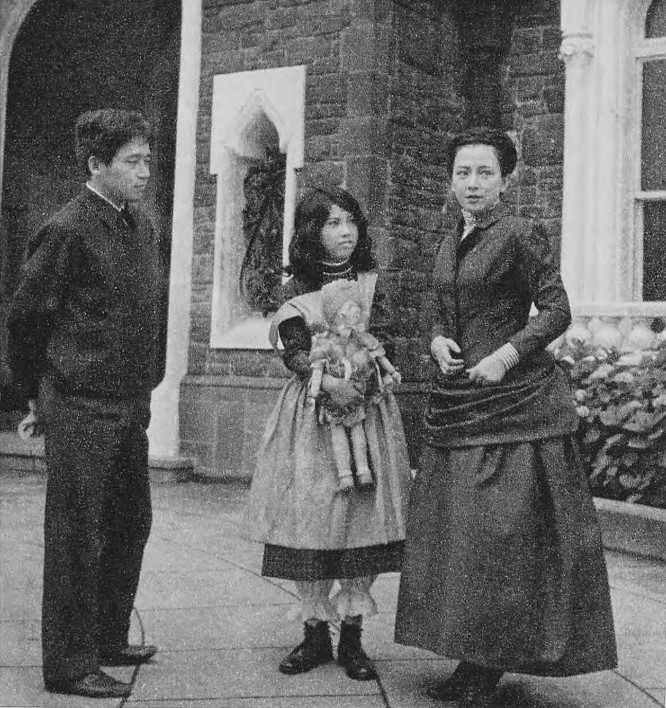
1964年8月29日から『奇跡の人』が有楽町の芸術座で上演された。公演に先立ち、有馬稲子（アン・サリヴァン役）と湯浅恵子（ヘレン・ケラー役）は、ヘレン・ケラーの生家の面影があるとされる駐日タイ王国大使館でプロモーション用の撮影を行った。写真は左から、演出の松山善三、湯浅、有馬。

日本での公演は、近年では額田やえ子の翻訳版がテキストとして使われている。アマチュアにおいても多く演じられている。歴代の主演者の内、鈴木杏と高畑充希はヘレン役とサリバン役の双方を演じている。
- 鈴木：ヘレン・ケラー（2003年）→アニー・サリバン（2009年）
- 高畑：ヘレン・ケラー（2009・14年）→アニー・サリバン（2019・22年）

| 年              | 場所                          | 演出                 | アニー・サリバン 役                 | ヘレン・ケラー 役 | 備考等        |
| --------------- | ----------------------------- | -------------------- | ----------------------------------- | ----------------- | ------------- |
| 1964年          | 芸術座                        | 菊田一夫             | 有馬稲子                            | 湯浅恵子          | 翻訳 小津次郎 |
| 1965年          | 名鉄ホール                    | 菊田一夫             | 有馬稲子                            | 湯浅恵子          | 翻訳 小津次郎 |
| 1979年          | 芸術座                        | 伊藤俊也             | 市原悦子                            | 荻野目慶子        |               |
| 1986年          | 日生劇場                      |                      | 大竹しのぶ                          | 安孫子里香        |               |
| 1987年          | 日生劇場                      |                      | 大竹しのぶ                          | 荻野目慶子        |               |
| 1992年          | 東京芸術劇場中ホール          | テリー・シュライバー | 大竹しのぶ                          | 中嶋朋子          |               |
| 1994年          | シアターサンモール            | 野伏翔               | 石村とも子                          | 鈴木奈央          |               |
| 1997年          | Bunkamuraシアターコクーン     | マイケル・ブルーム   | 大竹しのぶ                          | 寺島しのぶ        |               |
| 2000年          | Bunkamuraシアターコクーン     | 鈴木裕美             | 大竹しのぶ                          | 菅野美穂          |               |
| 2003年3月 - 4月 | Bunkamuraシアターコクーン     | 鈴木裕美             | 大竹しのぶ                          | 鈴木杏            |               |
| 2003年4月       | 近鉄劇場                      | 鈴木裕美             | 大竹しのぶ                          | 鈴木杏            |               |
| 2006年          | 青山劇場ほか                  | 鈴木裕美             | 田畑智子                            | 石原さとみ        | [ 4 ]         |
| 2009年          | Bunkamuraシアターコクーンほか | 鈴木裕美             | 鈴木杏                              | 高畑充希          |               |
| 2011年8月       | ダイジョースタジオ Dスタジオ  | –                    | 平田愛咲 岡井結花 ※ダブル・キャスト | 上白石萌音        |               |
| 2014年          | 天王洲 銀河劇場ほか           | 森新太郎             | 木南晴夏                            | 高畑充希          | [ 7 ]         |
| 2019年          | 東京芸術劇場ほか              | 森新太郎             | 高畑充希                            | 鈴木梨央          | [ 8 ]         |
| 2022年          | 東京芸術劇場プレイハウス      | 森新太郎             | 高畑充希                            | 平祐奈            | [ 9 ]         |

その他、漫画『ガラスの仮面』でも劇中劇として利用されており、『奇跡の人』のシーンがテレビアニメ、ドラマ化され放映されている。2010年には、この漫画版を原作として音楽劇『ガラスの仮面〜二人のヘレン〜』が公演されている。
- 音楽劇『ガラスの仮面〜二人のヘレン〜』 2010年 彩の国さいたま芸術劇場大ホール 他
  - アニー・サリバン役：香寿たつき
  - ヘレン・ケラー役：大和田美帆、奥村佳恵 ※ダブル・キャスト